# Mary Reilly
Mary Reilly (titulada: El secreto de Mary Reilly en Hispanoamérica) es una película dramática estrenada en febrero de 1996 en Estados Unidos. Protagonizada por Julia Roberts y John Malkovich, fue dirigida por Stephen Frears. La película está basada en el libro Mary Reilly, escrito por Valerie Martin, que a su vez está basado en la novela El extraño caso del doctor Jekyll y el señor Hyde del autor Robert Louis Stevenson.

## Argumento
Mary Reilly (Julia Roberts) es una fiel y guapa sirvienta que siempre está atenta a las indicaciones de su jefe, el Dr. Henry Jekyll (John Malkovich). La muchacha es una joven inocente, aunque tras esa apariencia de inocencia y conducta servicial se esconde un corazón extremadamente fuerte, lo que le ha permitido superar un pasado marcado por la violencia y el dolor que ha sufrido en su infancia.
Ahora, el Dr. Jekyll se ha metido de lleno en un nuevo y peligroso experimento y deposita su confianza en su sirvienta para que sea discreta con su nuevo y misterioso ayudante, el Sr. Hyde (John Malkovich). La joven que ha estado toda su vida dedicada en cuerpo y alma a Jekyll, se siente atraída por los peligrosos encantos del Sr. Hyde. Mientras éste se va fortaleciendo y creciendo, el doctor se debilita lenta y preocupadamente... y Mary es la única persona que puede llegar a descubrir la oscura y terrible realidad que se esconde tras el experimento de su jefe.

## Recepción crítica y comercial
Según la página de Internet Rotten Tomatoes obtuvo un 28% de comentarios positivos, llegando a la siguiente conclusión: "La película tiene una buena apariencia visual y posee algunos momentos destacados; pero pese a todo la cinta roza la línea del aburrimiento." Destacar el comentario del crítico cinematográfico Betty Jo Tucker:

«Tengo pesadillas sobre que me obliguen a ver Mary Reilly una vez más».
Mary Jo Tucker.

Según la página de Internet Metacritic obtuvo críticas mixtas, con un 44%, basado en 20 comentarios de los cuales 4 son positivos. La película recaudó solo 5 millones de dólares en Estados Unidos. Sumando las recaudaciones internacionales la cifra asciende a 12 millones. El presupuesto invertido en la producción fue de aproximadamente 47 millones.

## Premios
Razzie Awards
| Año  | Categoría | Persona        | Resultado |
| ---- | --------- | -------------- | --------- |
| 1997 | actriz    | Julia Roberts  | Candidata |
| 1997 | director  | Stephen Frears | Candidato |

## Locaciones
Mary Reilly se rodó entre el 2 de junio y el 10 de septiembre de 1994 en diversas locaciones del Reino Unido. Destacando ciudades como Londres, Bradford, Edimburgo y los Pinewood Studios.

## DVD
Mary Reilly salió a la venta en España en formato DVD. El disco contiene menús interactivos, acceso directo a escenas, subtítulos en múltiples idiomas, tráiler cinematográfico, making of de la película y filmografías selectas del reparto y el director. En Estados Unidos salió a la venta el 12 de septiembre de 2000, en formato DVD.